# Croix de cimetière de la Lande-de-Fronsac
La croix de cimetière de La Lande-de-Fronsac est une croix hosannière située en face du portail de l'église de Saint-Pierre de La Lande-de-Fronsac dans la Gironde.

## Historique
C'est à partir du XVe siècle qu'apparaissent les croix de cimetière. Lorsqu'elles sont placées au centre d'un cimetière on dit qu'elles sont des croix hosannières (on y chante la prière Hosanna lors de la bénédiction des rameaux). Le plus souvent elles sont construites par des maîtres maçons plutôt que de réels sculpteurs. Elles correspondent à des dons de riches seigneurs. Les croix de cimetière mettaient en lumière le saint patron de la paroisse, puisqu'une représentation de ce saint occupait habituellement un des côtés de la croix sommitale.
La base polygonale est typique de la fin du XVe siècle ou début du XVIe siècle. Elle porte, côté ouest, deux tibias entrecroisés sous une tête de mort au pied du fût.
Le socle de la croix serait du XVIIIe siècle et le fût début du XIXe siècle. Outre la crâne, le fût porte, côté nord et sud, des tibias entrecroisés, ainsi que les instruments de la Passion: côté ouest, deux lances croisées, dont une avec l'éponge imbibée de vinaigre; côté est, l'échelle, le sceptre de roseau, un fouet et la couronne d'épines.
Le Christ est sculpté sur le côté ouest de la croix.
La croix fait l’objet d’un classement au titre des monuments historiques depuis le 16 octobre 2000.